# Pernik
Pernik (tiếng Bulgaria: Перник) là một thành phố nằm ở phía tây Bulgaria, khoảng 30 km về phía tây nam Sofia. Thành phố có dân số 83.869 người (thời điểm tháng 3 năm 2007), dân số năm 2011 là 81.052 người. Đây là thành phố chính trong tỉnh Pernik và nằm bên hai bờ sông Struma trong thung lũng Pernik giữa các núi Viskyar, Vitosha và Golo Bardo mountains.. Diện tích là km2. Đây là thành phố lớn thứ 11 của Bungary. Ban đầu địa điểm của một pháo đài Thracia thành lập vào thế kỷ thứ 4 trước Công nguyên, và sau đó một khu định cư La Mã, Pernik trở thành một phần của Đế chế Bungary trong những năm đầu thế kỷ thứ 9 như một pháo đài quan trọng. Tên gọi Pernik được cho là có nguồn gốc từ của Slavic thần Perun với sự đặt tên hậu tố Slavic-nik (hoặc-ik) được thêm vào, và lần đầu tiên được đề cập đến trong thế kỷ thứ 9. Thị trấn thời Trung cổ là một thành trì Bungari trọng điểm trong các cuộc chiến tranh Bungari của Nga hoàng Samuil chống đế quốc Byzantine vào thế kỷ 11, khi nó bị chi phối bởi Krakra cao quý của Pernik, chịu đựng được bao vây Byzantine một số lần.
Từ 1396 cho đến năm 1878 thành phố thuộc cai trị của Ottoman. Trong thế kỷ 20 thành phố phát triển nhanh chóng như một trung tâm khai thác than và ngành công nghiệp nặng. Trong thời kỳ cộng sản của Bulgaria, thành phố được gọi là Dimitrovo từ năm 1949 và 1962 theo tên nhà lãnh đạo Cộng sản Bungari Georgi Dimitrov.